# Steineria pulchra
Steineria pulchra is een rondwormensoort uit de familie van de Xyalidae. De wetenschappelijke naam van de soort is voor het eerst geldig gepubliceerd in 1957 door Mawson.